# Esh Shaheinab
Esh Shaheinab is een archeologische vindplaats in Soedan die tijdens het vroege Holoceen meerdere keren werd bewoond. Artefacten van deze site zijn afkomstig uit verschillende archeologische culturen, waaronder het Khartoem-epipaleolithicum (8800 tot 5000 v.Chr.), Khartoem-neolithicum (4580-4460 v.Chr. en 4500-4380 v.Chr.) en laat-Khartoem-neolithicum (4e millennium v.Chr.), gezamenlijk bekend als de Khartoemculturen. 
De site ligt ongeveer 50 km ten noorden van Omdurman op de westelijke oever van de Nijl in centraal-Soedan. Het klimaat ten tijde van de bewoning van Esh Shaheinab was vochtig, met een bossavanne-ecosysteem (bossages, gras en struikgewas) met grote hoeveelheden regen in de zomer. De bewoners waren voor de visserij sterk afhankelijk van de Nijl, terwijl ze een jager-verzamelaar-economie in stand hielden. Overblijfselen van gedomesticeerde dwerggeiten en enkele schapen duiden op enig actief hoeden, maar de overblijfselen zijn zo beperkt dat Esh Shaheinab niet wordt gecategoriseerd als een herdersgemeenschap.
A.J. Arkell was in 1949 de eerste archeoloog die de site opgroef, met de bedoeling de leemtes tussen de noordelijke en westelijke neolithische geschiedenis van Afrika op te vullen. Hij groef haardplaatsen op die bezaaid waren met bewijzen van een complexe cultuur en verschillende bestaanspraktijken. Na de bezetting tijdens het vroege neolithicum die deze haarden achterliet, werd het tijdens het late neolithicum een begraafplaats voor de bewoners. Sindsdien hebben talrijke andere archeologen de site bezocht en bevindingen gepubliceerd over het aardewerk, de voedselproductie en gereedschapsproductie.

## Aardewerk
Het vroege aardewerk van Soedan werd vervaardigd door semi-sedentaire jager-verzamelaars. Met de toename van meer permanente woonplaatsen groeiden de keramische technologieën om tegemoet te komen aan de behoefte om lokaal geproduceerd voedsel, zoals granen en vis, op te slaan. Het Khartoem-neolithicum (5000-3800 v.Chr.), ook wel Shaheinab-neolithicum genoemd, kan worden geclassificeerd op basis van de kenmerken van de materiële cultuur en specifiek de aanwezigheid van aardewerk met golvende stippellijnen.
Arkell onderscheidde aardewerk met gestippelde golvende lijnen (Dotted-Wavy Line Pottery) van aardewerk met golvende lijnen (Wavy Line Pottery), een categorisatie die later onhoudbaar is gebleken. In de jaren tachtig begon de analyse en organisatie van aardewerksoorten gebaseerd te worden op meer objectieve termen, zoals decoratieve technieken, materiaalgebruik en productieproces. Dit heeft een meer systematische studie van het aardewerk mogelijk gemaakt. 
Veel archeologen hebben culturele continuïteit tussen de "Nilo-Sahara-Sahelgordel" gesuggereerd vanwege overeenkomsten in aardewerk en andere materiële cultuur in deze regio's. De continuïteit in aardewerktradities en andere innovaties in de materiële cultuur werden toegeschreven  als indicatief voor contact tussen regio's. Een verband zou mogelijk geweest zijn vanwege de aanwezigheid van materiële bronnen uit verre oorden. Er wordt ook aangenomen dat de gemeenschappelijkheid van Wavy Line Pottery in de Nijlvallei en de Sahara kan worden toegeschreven aan de verspreiding van ideeën in plaats van mensen. 

### Vroeg-Khartoem
Het aardewerk uit Esh Shaheinab dat als vroeg of epipaleolithisch Khartoem wordt beschouwd, is beperkt. Het stamt uit een tijd waarin de voedselproductie in Afrika nog niet op gang was gekomen. 
Qua samenstelling was het vroege Khartoem-aardewerk middelkorrelig en heterogeen. Kwarts, veldspaat en mica werden in dit soort aardewerk aangetroffen, veel voorkomende mineralen in de plaatselijke geologie. De klei werd verwerkt met organische materialen (platte vezels) en de vaten zijn ongepolijst.
Het vroege Khartoem-vaatwerk is het dikste van de drie tradities, met een gemiddelde van 10 mm, maar het gebruikt dezelfde techniek van opbouwen met rollen die alle drie tonen. Dit aardewerk werd gedecoreerd met behulp een stempeltechniek, waarbij zigzaglijnen en gestippelde golvende lijnpatronen werden geproduceerd. Deze versieringen besloegen het hele oppervlak van de pot (behalve de bodem), wat specifiek was voor Esh Shaheinab. 

### Neolithisch Khartoem
Het neolithische aardewerk van Esh Shaheinab is het meest onderzochte en meest voorkomende. Gedurende deze tijd begon het pastoralisme in Afrika steeds vaker voor te komen en dit had gevolgen voor gemeenschappen van jagers-vissers-verzamelaars zoals Esh Shaheinab.
Het neolithische aardewerk van Esh Shaheinab werd gemaakt van meer homogene kleisoorten met een hoog kwartsgehalte. Het had ook een overwegend fijne kleitextuur, waardoor het zich onderscheidde van voorbeelden uit het vroege Khartoem.
Magering vond plaats met organische materialen, zoals die van het vroege Khartoem, behalve dat het nu meestal buisvormige vezels waren (waarschijnlijk mest). 
Het neolithische aardewerk was meestal dunner, ongeveer 5 mm, en bestond in een grotere verscheidenheid aan vormen. Desondanks gebruikte men dezelfde roltechniek als de vroege Khartoem-voorbeelden. Het meest opvallende kenmerk van het neolithicum (en het late neolithicum) was het polijsten. Alle neolithische potten werden gepolijst, waarbij het meest voorkomend een rode polijsting aan de buitenkant was, en de volgende meest voorkomende een zwarte polijsting. Sommige potten vertoonden ook zwarte bovenkanten. Een ander kenmerk van de neolithische en latere tradities was de verminderde frequentie van decoraties. Waar al het vroege Khartoem-aardewerk over het hele oppervlak versierd was, was tijdens het neolithicum onversierd aardewerk niet ongebruikelijk. Sommige bevatten alleen versieringen rond de rand. De decoraties zijn zeer gevarieerd, bestaande uit opeengepakte V's en stippen, gepaarde lijnen en golvende stippellijnen. Net als de decoraties zijn ook de technieken zeer gevarieerd, met een verscheidenheid aan soorten stempels. 

### Laat-neolithicum
Het laat-neolithische aardewerk was minder overvloedig aanwezig dan dat uit het neolithicum. Het stamde uit een tijd die meer geassocieerd wordt met pastoralisme, en waarin gemeenschappen als Esh Shaheinab hoogstwaarschijnlijk op de een of andere manier contact hadden met pastorale gemeenschappen.
Laat-neolithisch aardewerk lijkt op het vroeg-Khartoem van deze vindplaats in de zin dat de klei heterogener is, maar het had uitsluitend een fijne kleitextuur. Het mageren gebeurde in deze traditie ook met buisvormige vezels. 
Laat-neolithisch aardewerk was vergelijkbaar met het neolithische qua dikte en techniek bij de productie. De decoratieve technieken waren echter minder uitgebreid dan in de voorafgaande periode. Polijsten was gebruikelijk bij laat-neolithisch aardewerk, waarbij zwart polijsten en vervolgens donker roodbruin het meest voorkwamen. Onversierd aardewerk kwam zelfs vaker voor dan in de neolithische fase. Decoraties waren doorgaans meer gestandaardiseerd en vaak uitgevoerd met een kerftechniek. 

### Context
De locaties in Soedan, zoals Esh Shaheinab, behoren tot de vroegste voorbeelden van aardewerkproductie in Afrika. 
In Esh Shaheinab ontstond het aardewerk waarschijnlijk uit de noodzaak van jagers-vissers-verzamelaars om lokaal voedsel op te slaan, te koken en te verwerken. Deze gemeenschappen hadden zich aangepast aan nieuwe natuurlijke hulpbronnen, om te profiteren van de nu overvloedige flora en fauna. Gebaseerd op de meer consistente vormen en dikte van de vroege Khartoem-variëteiten, werden deze potten waarschijnlijk gebruikt voor de opslag van wilde granen en zaden. Dit suggereert ook een grotere afhankelijkheid van planten als een vorm van levensonderhoud.   
Het neolithische aardewerk van Esh Shaheinab varieerde sterk in vorm en grootte, wat een verscheidenheid aan toepassingen suggereert. Het was verfijnder in termen van technologische vaardigheid. De gebruiksdoelen van deze vaten varieerden enorm, wat de mogelijkheid vereiste om variaties van aardewerk te maken die waren aangepast om aan deze behoeften te voldoen. Dit resulteerde in dunnere potten en polijstbehandelingen die voorheen niet aanwezig waren. Het gebruik van deze potten om te koken vertegenwoordigde een radicale verandering in de voedselconsumptie. Men was nu in staat om voorheen niet of slecht eetbaar voedsel te eten, onder andere vanwege de eliminatie van gifstoffen door het koken, waardoor het dieet werd uitgebreid. Dit maakte niet alleen een grotere bevolking maar ook een kortere borstvoedingsperiode bij zuigelingen mogelijk, wat op zijn beurt het overlevingspercentage van zuigelingen en de vruchtbaarheid van vrouwen verhoogde. 
De toename van het gebruik van dierlijke mest in de neolithische periode duidt op een groter gebruik van vee als middel van bestaan. Toen deze jager-visser-verzamelaars-samenlevingen overgingen in veehoudersgemeenschappen, werd het vee steeds overvloediger, maar ze werden niet gelijk herders. Ze bleven een sedentair leven leiden met een langzame implementatie van vee, en werden uiteindelijk nomadische herders. Dit wordt geïllustreerd door een afname van het gebruik van dierlijke mest bij het polijsten van laat-neolithisch aardewerk. 

## Gereedschapstechnologie
De werktuigset bij Esh Shaheinab is gevarieerd en weerspiegelt de levensstijl van een gevestigde jager-verzamelaar die voor zijn levensonderhoud afhankelijk was van het rivierecosysteem. Het ontstaan van een vochtige omgeving zorgde voor een verandering in de werktuigset van de traditionele jager-verzamelaar. Toevoegingen zoals benen harpoenen en vishaken kwamen op locaties als Esh Shaheinab vaak voor, wat aangeeft dat de exploitatie van de Nijl voor vis gebruikelijk was. Tijdens de opgravingen van Arkell werden gereedschappen zoals knotskoppen, bijlkoppen (bot en steen), vishaken, harpoenen met weerhaken, en vooral gutsen gevonden. 

### Stenen werktuigen
Gepolijste stenen werktuigen zijn vaak onderdeel van de werktuigset van de jager-verzamelaars in Esh Shaheinab. Deze omvatten bijlen, knotskoppen, steenpaletten, slijp- en maalstenen, meestal vervaardigd van zandsteen.
Maalstenen werden gebruikt voor het mengen van oker met vet, maar ook voor het malen van zaden, gedroogd vlees of vis, het pletten van noten, het bijwerken van benen werktuigen en het stampen van klei voor aardewerk. 
De bijlen waren soms van been en soms van steen gemaakt. De benen bijlen waren gemaakt om in een houten handvat te worden gestoken en te worden geslepen. Arkell geloofde dat de benen bijlen vroege versies of prototypen waren van de stenen bijlen. De benen waren waarschijnlijk afkomstig van lokaal bejaagde grote zoogdieren en werden gebruikt voor de verwerking van vlees. Arkell vermoedde dat met de overgang van het gebruik van bijlen voor vleesverwerking naar houtbewerking men zich realiseerde dat been niet sterk genoeg was voor hout, en men gebruikte daarom de benen bijlen als model om stenen bijlen te vervaardigen. 

### Been- en schelpenindustrieën
Been werd veelvuldig gebruikt als materiaal voor de vervaardiging van gereedschappen zoals vishaken, dissels, priemen, beitels en bijlen. Ook kralen van struisvogeleieren en vishaken van schelpen werden veelvuldig aangetroffen.
Vishaken waren vooral belangrijk in de context van het vroege Khartoem vanwege de grote afhankelijkheid van het rivierecosysteem voor het levensonderhoud. Tweeëndertig complete schelpvishaken werden door Arkell blootgelegd. Deze werden met een gat geboord, vervolgens in een cirkelvorm gebroken, en ten slotte aan één uiteinde tot een punt geslepen. 

### Lichaamsversieringen
Op sites als Esh Shaheinab werden veel lichaamsversieringen gevonden. Deze kunnen de vorm hebben van armbanden van ivoor of tanden, hangers van verschillende materialen, en kralen van struisvogeleieren. Sommige benen pinnen kunnen lip-, neus- of oorpluggen geweest zijn. 
De aanwezigheid van deze lichaamsversieringen duidde op een complexe sociale en culturele organisatie, vanwege hun waarschijnlijke doel om verschillende soorten individuen te onderscheiden. Ze duiden ook op een complex economisch systeem, aangezien sommige grondstoffen niet-lokaal waren en de bewerking geschoolde vakmensen vereiste. 